# Cicindela fulgida
Cicindela fulgida este o specie de insecte coleoptere descrisă de Thomas Say în anul 1823. Cicindela fulgida face parte din genul Cicindela, familia Carabidae.

## Subspecii
Această specie cuprinde următoarele subspecii:
- C. f. fulgida
- C. f. pseudowillistoni
- C. f. rumppi
- C. f. westbournei
- C. f. williamlarsi
- C. f. winonae